# Cheval au Bhoutan
Le Bhoutan n'est pas un pays de tradition équestre, aussi l'histoire du cheval au Bhoutan est d'abord celle d'une utilisation des poneys de bât sur les chemins montagneux. Cinq races de chevaux sont élevées au Bhoutan.

## Histoire
« Yuta » est le mot local pour désigner un cheval dans une grande partie du Bhoutan. Les étalons sont nommés « Sep », les hongres « Phochen » et les juments « Gyoem ».
Les chevaux ont longtemps joué un rôle vital pour porter des marchandises entre les villages d'altitude. La motorisation des transports a provoqué une baisse régulière de la population de poneys avec la fin de leur usage. Une ferme d'élevage équin nationale est créée en 2010, à Nasphel dans le Bumthang, avec pour objectif de préserver la race Yuta.

## Élevage
En 1998, une étude est menée par la FAO, afin de répertorier les animaux d'élevage du Bhoutan. Cela permet le classement et la caractérisation des races de chevaux,. La base de données DAD-IS répertorie cinq races de chevaux élevées actuellement ou par le passé au Bhoutan : le Boeta, le Haflinger, le Merak-Saktenpata, le Sharta et le Yuta. Rare, le Merak-Saktenpata ne se trouve que dans le dzongkhag de Trashigang, dans l'Est du pays. Le nombre total de chevaux indigènes au Bhoutan (incluant les races Boeta, Merak-Saktenpata et Yuta) est situé entre 17 490 et 17 494 têtes en 2010. Ce nombre diminue légèrement d'année en année. En 2017, dans l'ouvrage Equine Science, la population chevaline du Bhoutan est estimée à 26 000 têtes, ce qui représenterait 0,04 % de la population chevaline mondiale.
Les shows de présentation constituent le moyen traditionnel de sélection des chevaux à mettre à la reproduction.
Le Népal est l'un des foyers épidémiques du surra, une maladie infectieuse transmise aux chevaux par Trypanosoma evansi, via un tabanidé qui pique les chevaux.

## Pratiques et usages

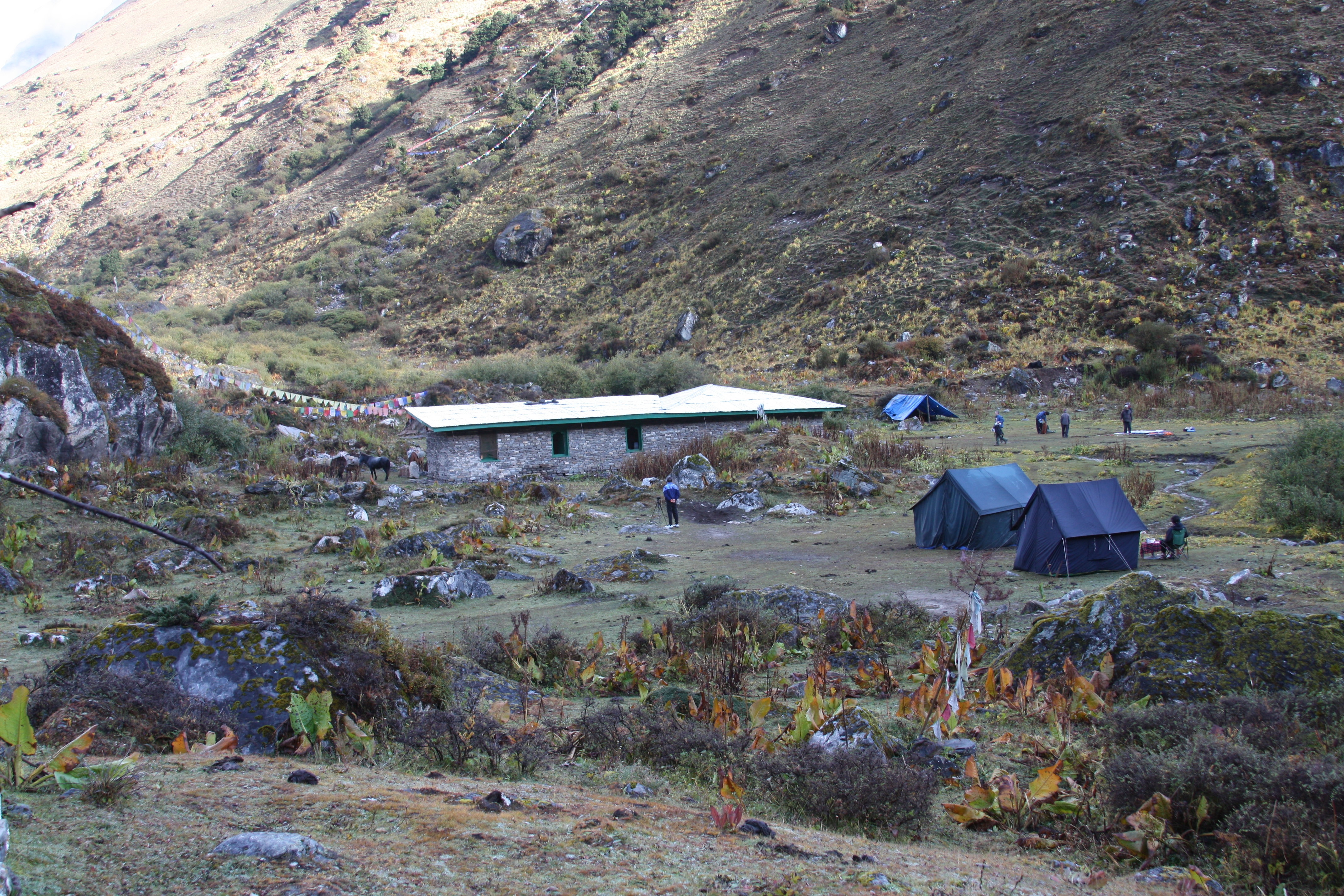
Tentes, chevaux et personnes au Bhoutan.

En raison d'une topographie très montagneuse, le cheval de bât reste beaucoup employé au Bhoutan. L'équitation ne figure pas parmi les pratiques traditionnelles, un adage local voulant que ce ne soit pas aux chevaux de porter les hommes dans la montagne. Il existe cependant des circuits de randonnée équestre dans la région de Paro.

## Aspects culturels
Comme dans le pays voisin du Tibet, les zones montagneuses du Bhoutan comptent de très nombreux drapeaux de prière symbolisant le cheval du vent. Il y est représenté en compagnie de quatre autres animaux symbolisant les quatre points cardinaux, et représente l'harmonie du vent de vie avec les autres éléments de la nature. C'est aussi un symbole de bonne fortune.